# Сан Мартино дал'Арджине
Сан Мартѝно дал'А̀рджине (на италиански: San Martino dall'Argine, на местен диалект: San Marten dl'Arsan, Сан Мартен дъл'Арсан) е село и община в Северна Италия, провинция Мантуа, регион Ломбардия. Разположено е на 29 m надморска височина. Населението на общината е 1829 души (към 2014 г.).